# Dominique Blain
Pour les articles homonymes, voir Blain.
Dominique Blain est une artiste visuelle québécoise née en 1957 à Montréal.

## Biographie
Après des études en art à l'Université Concordia de Montréal, Dominique Blain commence à exposer au début des années 1980. Elle se consacre majoritairement aux installations qui expriment souvent une sévère critique sociale, à partir des thèmes du racisme, de la censure, du colonialisme et du pouvoir des médias. Elle procède par détournement de signification d'objets familiers pour dénoncer des injustices ou questionner la société, tout en maintenant un équilibre entre la forme et le contenu. Ainsi, dans Stars and Stripes (1985-1989), elle couvre le drapeau américain d'images répétées de reines de beauté et de bombardiers. La modification d'images et de livres anciens dans sa série sur les livres renvoie quant à elle aux idées d'oppression.
Régulièrement invitée, Dominique Blain participe notamment à la Biennale de Sydney en 1992 et à des expositions collectives à la Kunstverein de Francfort, au Stedelijk Museum d'Amsterdam et au Musée d'art moderne Louisiana de Copenhague. Elle a fait l'objet d'une exposition individuelle au Musée d'art contemporain de Montréal en 2004, au Musée national des beaux-arts du Québec et au Centre d'art contemporain Arnolfini à Bristol (Angleterre). Plusieurs de ses œuvres sont installées dans des endroits publics comme la Grande Bibliothèque, le Quartier international de Montréal, l'Hôpital général juif de Montréal, le Musée des beaux-arts de Montréal, l'Adresse symphonique, ainsi que les Jardins de Métis.
Dominique Blain est cofondatrice d'Articule, un centre d'art autogéré à Montréal.

## Œuvres

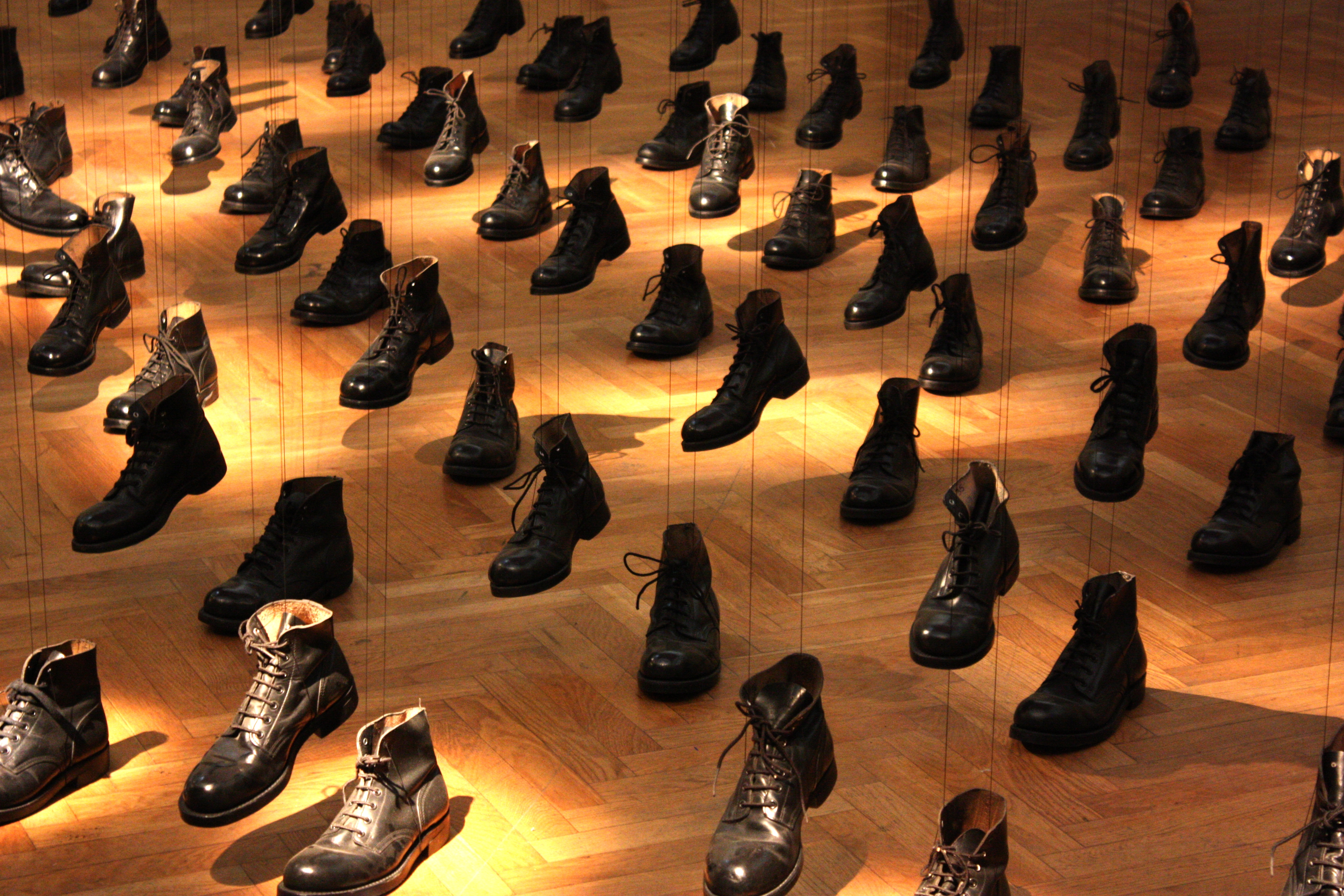
Missa

- 2011 : Mirabilia, Musée des beaux-arts de Montréal.
- 2005 : Le lieu de la présence, Grande Bibliothèque[4]
- 2004 : Monuments, Galerie de l'Université du Québec à Montréal.
- 2003-2004, Village, Collection du Musée d'art contemporain de Montréal[5]
- 1994 : Barbara Frum, sculpture commémorative au Centre canadien de radiodiffusion, Toronto.
- 1992 : Missa, Musée des beaux-arts de Montréal.
- 1989 : Livre no 4, Musée d'art de Joliette.

## Distinctions et récompenses
- 2014 : Prix Paul-Émile-Borduas[6]
- 2014 : Prix hommage Artiste pour la paix
- 2009 : Prix Les Elles de l'art